# Otto Günther von Wesendonk
Otto Günther von Wesendonk (Familienname bis 1900: Wesendonck, * 3. Oktober 1885 in Berlin; † 27. Juni 1933 in St. Margarethen, heute Gemeindeteil von Brannenburg, in Oberbayern) war ein deutscher Botschafter, Orientalist und Schriftsteller.

## Leben
Otto Günther Wesendoncks Eltern waren Karl Wesendonck (1857–1934), Privatdozent für Physik, und Eveline, geborene Gräfin von Hessenstein (1861–1945). Die Familie wurde 1900 als „von Wesendonk“ in den preußischen Adelsstand erhoben. Otto Günther von Wesendonk studierte von 1903 bis 1908 an der Friedrich-Wilhelms-Universität Berlin, an der Rheinischen Friedrich-Wilhelms-Universität Bonn und der Ruprecht-Karls-Universität Heidelberg. Seit 1904 war er Mitglied des Corps Borussia Bonn. Auf der Grundlage der in Heidelberg eingereichten Dissertationsschrift Die Entscheidung des Gaius in der I. 15 ‚Digestorum de exceptione rei judicatae‘ 44, 2 nach modernem Reichsrecht beurteilt wurde Wesendonk 1908 zum Dr. jur. promoviert.
Unmittelbar danach trat Wesendonk in den auswärtigen Dienst ein und begann eine Tätigkeit im Auswärtigen Amt in Berlin. Von 1913 bis 1914 war er als Geschäftsträger des deutschen Konsulates in Tanger/Marokko eingesetzt. Hier löste er Albert von Seckendorff (1849–1921) ab. Aus dieser Zeit stammte auch Wesendonks erste wissenschaftliche Veröffentlichung unter dem Titel Darstellung und rechtspolitische Würdigung der durch das Reichsgesetz vom 31. Mai 1911 in dem verfassungsrechtlichen Verhältnis zwischen Elsaß-Lothringen und dem Reich eingetretenen Veränderung.
Unmittelbar nach Beginn des Ersten Weltkrieges wurde er nach Berlin gerufen und im Auswärtigen Amt in der Politischen Abteilung eingesetzt. Hier wirkte er als Bindeglied und Koordinator zwischen der im November 1914 durch Max von Oppenheim (1860–1946) gegründeten „Nachrichtenstelle für den Orient“, dem Unterstaatssekretär Ernst Langwerth von Simmern (1865–1942) des Auswärtigen Amtes und Rudolf Nadolny (1873–1953), Abteilungsleiter im stellvertretenden Generalstab, da diese Stelle zwar vom Auswärtigen Amt gewollt, aber auf Grund ihrer Aufgabenstellung nur „halbstaatlichen Charakter“ tragen durfte. Die Grundlage ihrer Tätigkeit war die von Max von Oppenheim 1914 verfasste Denkschrift „betreffend der Revolutionierung der islamischen Gebiete unserer Feinde“. Das Ziel der Nachrichtenstelle war, die Insurrektionsstrategie mit ihrer zentralen Aufgabe, einer psychologischen Kriegsführung unter den Muslimen in den Interessenbereichen Englands, Frankreich und Russlands, umzusetzen. Damit verbunden waren sowohl die Herstellung und Weiterleitung des benötigten Propagandamaterials, die Beschaffung von Informationen über die Lage in den einzelnen Zielgebieten muslimischer Bevölkerungsgruppen – vor allem in den Kolonien – aber genauso auch die Schaffung und Pflege eines Netzwerkes von Verbündeten in diesen Regionen. Im April 1914 war der indische Anarchist Har Dayal wegen der Verbreitung aufrührerischer Schriften in den USA verhaftet und verurteilt worden. Um der Haft zu entgehen, floh Har Dayal nach Berlin und wurde durch von Wesendonk für Das Indische Unabhängigkeitskomitee angeworben.
Während des Ersten Weltkrieges weilte Wesendonk auch selbst zeitweilig in der umkämpften Region des Great Game im Grenzgebiet des Zarenreiches zu Britisch-Indien. Hier wirkte er im Sinne der „Revolutionsstrategie“ und propagierte den Aufstand gegen die britische Kolonialmacht unter den einheimischen Bevölkerungsgruppen. Doch die gewünschten Aufstände fanden hier nicht statt.
Kurz vor Ende des Ersten Weltkrieges strebte auch Transkaukasien aus dem Osmanischen Reich auszubrechen und seine Unabhängigkeit zu erreichen. Otto Günther von Wesendonk weilte während dieser schwierigen Auseinandersetzungen 1918 zeitweilig im deutschen Konsulat im Kaukasus und war Zeuge der hier anhaltenden regionalen Kämpfe. Bei der anschließenden Konferenz im Mai 1918, wo es um die Friedensverhandlungen zwischen der osmanischen Regierung und den transkaukasischen Kräften ging, nahmen von der deutschen Seite Otto von Wesendonk und Friedrich-Werner Graf von der Schulenburg (1875–1944) als Beobachter zur Befriedung der Region teil. Daraufhin wurde Wesendonk von kaukasischer und deutscher Seite als zukünftiger Generalkonsul für das noch zu bildende Konsulat in Tiflis vorgeschlagen. Doch auf Grund der weiter in der Region anhaltenden Kämpfe musste dieser Einsatz vorerst verschoben werden. In dieser Zeit begann er mit einer intensiven schriftstellerischen Arbeit, die ihn zunehmen als Kenner der Region und Spezialist für die Problemstellungen der dort lebenden Bevölkerungsgruppen auszeichnete. So gab er 1919 mehrere wissenschaftliche Werke heraus die von einem sehr gründlichen Studium der Besonderheiten orientalischer Traditionen und Kultur zeugen. Das waren die im Berliner Verlag „Der neue Orient“ erschienenen Schriften: „Der orientalische Ursprung des mittelalterlichen Minnesangs“, „Der Mithrakult: ein iranischer Rivale des Christentums“, „Die Mazdakiten“ in denen noch sehr deutlich seine vergleichende Methodik zwischen der islamischen und den europäischen Kulturen deutlich wurde.
Nach der Unterzeichnung des Vertrages von Rapallo am 16. April 1922 änderten sich sehr deutlich die Beziehungen zwischen Deutschland und Sowjetrussland und Reichskanzler Joseph Wirth (1879–1956) unternahm erneut einen Vorstoß, den Einsatz Otto von Wesendonks als Generalkonsul in Tiflis durchzusetzen. Doch erst nachdem seine Bestallungsurkunde zum Jahresende ausgefertigt war, konnte er am 28. Februar 1923 sein Einführungsschreiben als deutscher Generalkonsul für Tiflis in der Transkaukasischen SFSR überreichen. Damit war er für die deutsche Vertretung der Länder Armenien, Aserbaidschan und Georgien zuständig. Noch im gleichen Jahr trafen sich Otto von Wesendonk und Friedrich-Werner Graf von der Schulenburg in Baku, der im Juli 1922 die Gesandtschaft in Teheran übernommen hatte, um über die Situation im transkaukasischen und persischen Raum auszutauschen. Hier entstand auch sein Buch "Aus der kaukasischen Welt", das er gemeinsam mit seiner Frau Margarete von Wesendonk herausgab. Als dann zum Ende des Jahres das Konsulat in Baku zwangsweise geschlossen werden musste, übernahm Wesendonk die damit verbundenen Aufgaben übergangsweise. Am 20. Mai 1925 verließ er Tiflis, ursprünglich um seinen Urlaub anzutreten, kehrte aber nicht auf diesen Posten zurück, da in den folgenden Monaten mehrere deutsche Diplomaten aus seinem Verantwortungsbereich mit dem Vorwurf der Spionagetätigkeit festgenommen wurden. Erst im September 1926 gelang es, dass diese deutschen Staatsbürger nach schweren Verhandlungen ausgetauscht und nach Deutschland zurückkehren konnten.
Ab 1925/1926 setzte Otto Günter von Wesendonk seine schriftstellerische Arbeit mit außerordentlicher Intensität fort. Dabei dominierten vor allem Arbeiten über die Region, die er gerade verlassen und Themen zur Auseinandersetzung mit religionsgeschichtlichen und kulturhistorischen Hintergründen. Dazu gehörten: „Archäologische Nachrichten aus dem Kaukasus“ 1926, „Islamische Probleme“ 1926, „Die religionsgeschichtliche Bedeutung des Yasna haptanhāti“ 1931, „Einige Gedanken über Staat und Religion“ 1931 und viele mehr. In Weiterverfolgung seiner schriftstellerischen und verlegerischen Aktivitäten gründete er 1932 gemeinsam mit dem Dresdener Schauspieler und Intendanten Wolfgang Nufer (* 1902) die Monatszeitschrift Völkische Kultur, die dann im Franzmathes Verlag Frankfurt a. M. erschien.
Am 27. Juni 1933 starb Otto Günther von Wesendonk in St. Margarethen (heute Gemeindeteil von Brannenburg am Inn).

## Familie
Kurz vor Ausbruch des Ersten Weltkrieges heiratete Otto Günther von Wesendonk in Tanger am 14. Februar 1914 Gräfin Marie Jose da Silva Ferrao de Carvalho Martesn Condesa de Martens Ferrao (* 30. Juni 1893, † 25. Juli 1979). Die Ehe wurde am 16. September 1921 wieder geschieden. Das Paar hatte mehrere Kinder:
- Mathilde Maria Helene Isolde Eva Alice Lydia Inga (* 26. Oktober 1914, † 23. März 2013) ⚭ 1938 George Betts (* 16. August 1907, † 5. März 1992)
- Karl Franz Otto Heinrich Siegismund (* 21. Oktober 1916, † 14. Januar 2006) ⚭ 1944 Margot Forster (* 7. Juli 1923, † 17. März 1994)

Anschließend heiratete er am 18. Oktober 1921 die Freiin Margarethe von Möller-Lilienstein (* 18. Januar 1898, † 12. Dezember 1998). Das Paar hatte einen Sohn:
- Otto Aladar Hugo Joachim Georg Peter Paul (* 29. Juni 1924, † 29. Februar 1996)

## Veröffentlichungen
- Die Entscheidung des Gaius in der I. 15 "Digestorum de exceptione rei judicatae" 44, 2 nach modernem Reichsrecht beurteilt. Inaugural-Dissertation, Verlag Noske, Leipzig, 1908.
- Darstellung und rechtspolitische Würdigung der durch das Reichsgesetz vom 31. Mai 1911 in dem verfassungsrechtlichen Verhältnis zwischen Elsaß-Lothringen und dem Reich eingetretenen Veränderung. 1913.
- Der orientalische Ursprung des mittelalterlichen Minnesangs. Berlin, Der Neue Orient, 1919.
- Der Mithrakult: ein iranischer Rivale des Christentums. Verlag: Berlin: Der neue Orient, 1919.
- Die Mazdakiten. Verlag: Berlin, 1919.
- Zarathustra. Verlag: Berlin, 1919.
- Die Religion der Drusen. Verlag: Berlin : "Der neue Orient", 1920.
- Die Lehre des Mani. Verlag: Leipzig : O. Harrassowitz, 1922.
- Die Auflösung der Materie. Verlag: Berlin : Pätel, 1923.
- Urmensch und Seele in der iranischen Überlieferung. Hannover : H. Lafaire, 1924.
- Über georgisches Heidentum. Leipzig : Asia Major, 1924.
- Der endlose Drache : Bemerkungen zu einer persischen Miniatur. Verlag S.L., [1924]
- Nachträge zum georgischen Heidentum. Verlag: Leipzig : Asia Major, 1925.
- Falsafat Ibn Khaldūn al-ijtimāʻīyah : taḥlīl wa-naqd. Autoren: Ṭāhā Ḥusayn; O G von Wesendonk; Muḥammad ʻAbd Allāh ʻInān; [Cairo] : Maṭbaʻat al-Iʻtimād, 1925.
- Auswärtige Politik. Verlag: Berlin : K. Büttner, 1926.
- Zum Ursprung des Manichaeismus. Verlag: [Leipzig], [O. Harrassowitz], [1926]
- Platon und der Orient. Verlag: Berlin : Der neue Orient, 1926.
- Islamische Probleme. [1926]
- Archäologische Nachrichten aus dem Kaukasus Verlag: Berlin : De Gruyter, 1926.
- Jacques de Morgan : [gest.] 1924. Verlag: Berlin ; Leipzig : Gruyter, [1926]
- Aus der kaukasischen Welt. Otto Gunther von Wesendonk; Margarete von Wesendonk,: Berlin : Volksverband der Bücherfreunde Wegweiser-verlag G.m.b.H., [1927]
- Der islamische Orient als politischer Faktor. Verlag: Berlin, 1927.
- Zur georgischen Geschichte. Verlag: Leipzig : Dieterich, 1927.
- Das Wesen der Lehre Zarathustros : Eine religionsgeschichtliche Untersuchung. Verlag: Leipzig : Harrassowitz, 1927.
- Aeusserungen syrischer Schriftsteller über die Heimat des Avesta. [Leipzig] : [Brockhaus], [1928]
- Das neuentdeckte Mithrasheiligtum zu Dieburg. In: Der Ring. Jg. 1 (1928), Heft 13.
- (Jean Honoré) Fragonard in Dresden. Dresden : Dresd. Anzeiger, 1928.
- Aremati- als arische Erdgottheit. Verlag: Leipzig : Teubner, [1929].
- Die Verwendung einiger iranischer Götternamen im Manichäismus. Verlag: Kopenhagen 1929.
- Zur hellenistischen Culturmischung : Grundfragen der Menschheitsgeschichte. Verlag: Berlin, Stilke, 1929.
- Querschnitt durch das geistige Deutschland. Verlag: [Erscheinungsort nicht ermittelbar], [1929?]
- Das Problem der altpersischen Kunst. Verlag: [Leipzig, O.], [Harrassowitz], [1930],
- Vom Charakter des altpersischen Staates : Vortrag, gehalten auf dem 6. Deutschen Orientalistentag. Wien, 1930,
- Die Meder und Ostiran. Verlag: [S.l.?], [1931?]
- Die religionsgeschichtliche Bedeutung des Yasna haptanhāti. Verlag: Bonn ; Köln, 1931.
- Zu Yasna 51, 20–22. Verlag: [Leiden] : [Brill], [1931]
- Einige Gedanken über Staat und Religion. Verlag: Berlin : Stilke, 1931.
- Der Stand der arabischen Frage. Zeitschrift für Politik, 21, 1931, Verlag: Berlin [1931]
- The Kālavāda and the Zervanite System. In: Journal of the Royal Asiatic Society. (London) 1931, S. 53–109.
- Grammatik zur altgeorgischen Bibelübersetzung mit Textproben und Wörterverzeichnis. Rom: Pontificio Instituto Biblico 1930, Autor: Otto Günther von Wesendonk; Franz Zorell, Verlag: [Leipzig] : [Hinrichs], 1931.
- Das kurdische Problem. Quelle: Preussische Jahrbücher, 223/1931/117
- Ueber die Verwendung des Aramaeischen im Achaemenidenreich. Verlag: [Leipzig], [O. Harrassowitz], [1932]
- Neuzeitliche Vorstellungen in alter Zeit : Efrem der Syrer über den Raumbegriff. Verlag: Berlin : Stilke, 1932.
- Bardesanes und Mānī. Quelle: Acta Orientalia ; 10, Verlag: [Oslo] : [Novus Forlag], 1932.
- Asia minor and the introduction of the worship of Kybele, Ma, and Mithra- into Rome. 1932.
- Zur Frage der Herkunft Zarathuštras : (Vortrag, gehalten auf dem Leidener Orientalistenkongress 1931). Verlag: Leipzig : Deutsche Morgenländische Gesellschaft, 1932.
- Diplomatie. Eine Einführung in ihr Wesen und ihre Methoden. Verlag: Radolfzell am Bodensee, Heim-Verlag Adolf Dressler, 1933.
- Zur ältesten persischen Geschichte. Verlag: [Leipzig], [O. Harrassowitz], [1933]
- Das Weltbild der Iraner. Verlag: München : Verlag Ernst Reinhardt, 1933.
- Völkische Kultur : Monatsschrift. Herausgegeben von O.G. v(on) Wesendonk u. Wolfgang Nufer, Verlag: Frankfurt a. M. Franzmathes 1933.
- Kusan, Chioniten und Hephthaliten. Buch -Mikrofiche, Verlag: Zug : IDC
- Ein koptisches Fragment über die Begründer des Manichaeismus, Friedrich Bilabel, Artikel. Quelle: Asia Major, Vol. 2
- Urmensch und Seele in der iranischen Überlieferung: ein Beitrag zur Religionsgeschichte des Hellenismus. Verlag: Osnabrück : Biblio Neuauflage, Verlag, 1971.